# Jeffrey Nordling
Jeffrey Richard Nordling (* 11. März 1962 in Ridgewood, New Jersey) ist ein US-amerikanischer Schauspieler.

## Leben und Karriere
Nordling wuchs in Washington Township (Bergen County, New Jersey) auf und studierte später am Wheaton College in Illinois. Neben Rollen in Filmen wie Mighty Ducks III – Jetzt mischen sie die Highschool auf (1996)  und … und das Leben geht weiter (1993) machte er sich vor allem als Schauspieler in Serien einen Namen. Zu seinen bekanntesten Arbeiten gehören seine Charaktere in Sex and the City, Noch mal mit Gefühl, Dirt, Melrose Place und Star Trek: Deep Space Nine. Weltweite Aufmerksamkeit erlangte er durch seine Hauptrolle als ‚Larry Moss‘ in der siebten Staffel der Actionserie 24. Zwischen 2009 und 2010 war er als Nick Bolen in der sechsten Staffel der Serie Desperate Housewives zu sehen. In den Jahren 2011 und 2012 spielte er in der Fernsehserie Body of Proof den Exmann von ‚Dr. Megan Hunt‘ (gespielt von Dana Delany).

## Filmografie (Auswahl)
- 1992: Jack Ruby – Im Netz der Mafia (Ruby)
- 1993: Star Trek: Deep Space Nine (Fernsehserie, 1 Folge)
- 1993: … und das Leben geht weiter (And the Band Played On)
- 1993: Time Trax – Zurück in die Zukunft (Time Trax, Fernsehserie, 1 Folge)
- 1994: Holy Days
- 1994: Mord ist ihr Hobby (Fernsehserie, 1 Folge, S11F03)
- 1995: Chicago Hope – Endstation Hoffnung (Fernsehserie, 1 Folge)
- 1995: Ein Hauch von Himmel (Fernsehserie, 1 Folge)
- 1996: Mighty Ducks 3 – Jetzt mischen sie die Highschool auf (D3: The Mighty Ducks)
- 1996: Apollo 11
- 1996: Roseanne (Fernsehserie)
- 1997: Melrose Place
- 1997: Mord ohne Erinnerung (The Sleepwalker Killing)
- 1997: True Women
- 1998: Sex and the City (Fernsehserie, 1 Folge)
- 1999–2002: Noch mal mit Gefühl (Once and Again, Fernsehserie)
- 1999: Turbulence 2
- 2003: Crossing Jordan – Pathologin mit Profil (Fernsehserie, 1 Folge)
- 2004: Cold Case – Kein Opfer ist je vergessen (Fernsehserie, 1 Folge)
- 2005: Für alle Fälle Amy (Fernsehserie, 1 Folge)
- 2005: CSI: Las Vegas (Fernsehserie, 1 Folge)
- 2005: Bones – Die Knochenjägerin (Fernsehserie, 1 Folge)
- 2006: Flight 93 – Todesflug am 11. September (Flight 93)
- 2006: Home of the Brave
- 2006: Flicka – Freiheit. Freundschaft. Abenteuer.
- 2008: The Mentalist (Fernsehserie, 1 Folge)
- 2008: Surfer, Dude
- 2009: 24 (Fernsehserie)
- 2009–2010: Desperate Housewives (Fernsehserie, 22 Folgen)
- 2010: Tron: Legacy
- 2011: CSI: NY (Fernsehserie, 2 Folgen)
- 2011–2012: Body of Proof (Fernsehserie, 8 Folgen)
- 2012: Malibu Country (Fernsehserie, 2 Folgen)
- 2012: Arrow (Fernsehserie, 2 Folgen)
- 2014: Halfpipe Feeling (Cloud 9, Fernsehfilm)
- 2014: Criminal Minds (Fernsehserie, 1 Folge)
- 2015: Hawaii Five-0 (Fernsehserie, 1 Folge)
- 2015: Motive (Fernsehserie, 2 Folgen)
- 2016: Sully
- 2017: Big Little Lies (TV-Miniserie)
- 2017: Salvation (Fernsehserie, 3 Folgen)
- 2019: Suits (Fernsehserie, 4 Folgen)
- 2020: Better Things (Fernsehserie, 1 Folge)
- 2021: Walker (Fernsehserie, 4 Folgen)
- 2022: Law & Order (Fernsehserie, 1 Folge)
- 2022: This Is Us – Das ist Leben (Fernsehserie, 1 Folge)